# Nédon
Nédon – miejscowość i gmina we Francji, w regionie Hauts-de-France, w departamencie Pas-de-Calais.
Według danych na rok 1990 gminę zamieszkiwały 152 osoby, a gęstość zaludnienia wynosiła 31 osób/km² (wśród 1549 gmin regionu Nord-Pas-de-Calais Nédon plasuje się na 1056. miejscu pod względem liczby ludności, natomiast pod względem powierzchni na miejscu 687.).